# Samuel Loomis
El Dr. Samuel "Sam" Loomis (nacido en 1918) es un personaje ficticio en la serie de películas de Halloween. Uno de los dos protagonistas principales de la serie general (el otro es Laurie Strode), es el protagonista principal de Halloween, Halloween II, Halloween 4: El regreso de Michael Myers, Halloween 5: La venganza de Michael Myers y Halloween: la maldición de Michael Myers. Donald Pleasence interpreta al personaje en las cinco películas. A lo largo de la franquicia de Halloween, se lo representa como el archienemigo del personaje central y antagonista principal de la serie, Michael Myers.
Malcolm McDowell interpreta al Dr. Loomis en la reinvención del año 2007, Halloween y su secuela Halloween II.
Su nombre "Sam Loomis" es una alusión a un personaje de la novela Psycho de Robert Bloch, interpretado por John Gavin en la película de 1960 del mismo nombre.

## Biografía de personaje ficticio

### Estancia en Smith's Grove (1963-1978)
En noviembre de 1963, Samuel Loomis, un psiquiatra del condado de Warren Smith's Grove Sanitarium, recibe bajo su cuidado a Michael Myers, de seis años. Durante un período inicial de seis meses, Loomis tiene el cargo de pasar cuatro horas diarias en sesiones de terapia con su paciente. El chico mudo y sin emociones había asesinado a su hermana mayor Judith en la noche de Halloween. Loomis está decidido a descubrir qué haría que un niño de su edad cometa tal acto de violencia. Pronto se convence de que el niño es pura maldad.
Durante los primeros ocho años de tratamiento y atención psiquiátrica de Michael, Loomis intenta obtener cualquier tipo de respuesta de él. Cuando eso falla, pasa los siguientes siete años tratando de mantener a Michael encarcelado.

### Halloween
Michael cumple 21 años el 19 de octubre de 1978. Por ley, se le presentará en la corte el día de su cumpleaños para el juicio, y el veredicto final determinará su libertad o mayor confinamiento. La fecha de prueba se aprueba dos semanas después de la primera semana de noviembre.
En la noche lluviosa del lunes 30 de octubre de 1978, Loomis está acompañado por su amiga y asistente médica, la enfermera Marion Chambers; están acusados de transferir a Michael a su condado de origen para el juicio. Loomis le revela a Marion que se usará Thorazine antes de que Michael sea presentado al juez. Cuando la pareja llega a las puertas del sanatorio, descubren que muchos pacientes están deambulando por el terreno. Loomis va a la puerta principal para llamar al hospital, pero Michael aparece y casi ataca a Marion mientras ella está esperando en el auto. Myers se escapa del hospital estatal de Illinois, secuestrando el automóvil destinado a su traslado a la corte. Conduciendo los 241 km hasta su destino, llega a Haddonfield a tiempo para Halloween.
Loomis está en el camino de Michael durante toda la fecha del 31 de octubre. Mientras se dirigía a Haddonfield, Loomis se detiene a lo largo de una carretera rural en el centro oeste de Illinois para llamar a las autoridades de Haddonfield. Tiene todos los motivos para creer que Michael volverá a casa, por lo que insta a que la policía cuide de él. Cuando finalmente llega a la ciudad natal de Michael, busca la ayuda del guardián de la tumba del cementerio en el Memorial de Haddonfield, un hombre de unos sesenta años llamado Taylor. El par descubre que la lápida de Judith Myers había sido desenterrada y falta el cuerpo. Esta pista es suficiente para asegurarle a Loomis que su paciente está en la ciudad. Esa tarde, Loomis solicita la ayuda del sheriff de Haddonfield, Leigh Brackett. La pareja más tarde viajará a la antigua residencia de Myers en 45 Lampkin Lane. Loomis siente curiosidad por saber si Michael había regresado a la casa de su infancia. Con la puerta de entrada rota y el cadáver en descomposición de un perro callejero en el interior, estas dos pistas le aseguran a Loomis que Michael ha regresado a casa. Loomis intenta convencer al sheriff Brackett de que Michael es una encarnación humana del mal puro, que volverá a matar, y que Haddonfield no estará a salvo en esta noche hasta que capturen a Michael.
Mientras Michael por alguna razón acecha a Laurie Strode y a sus amigas, Loomis espera y vigila la casa, creyendo que Michael volverá a su casa. Cuando descubre el automóvil robado, comienza a recorrer las calles donde encuentra a los dos niños que Laurie cuidaba corriendo frenéticamente de una casa. Loomis investiga y ve a Michael atacando a Laurie. Cuando ella le quita la máscara a Michael, él se detiene para volver a ponersela, lo que le da a Loomis la oportunidad de dispararle seis veces, empujándolo hacia atrás y haciéndolo caer desde el balcón de la casa de dos pisos. Después de "convencer" a una consternada y muy aterrorizada Laurie que Michael era "el hombre del saco" (Boogeyman), Loomis camina hacia el balcón y mira hacia abajo solo para ver que Michael se ha ido.

### Halloween II
Recogiendo directamente donde termina la primera película, la continuación sigue con Laurie siendo llevada al Haddonfield Memorial Hospital mientras Brackett acompaña a Loomis en su búsqueda de Michael. Myers luego se dirige al hospital para matar a Laurie, dejando varios cuerpos a su paso. El gobernador de Illinois ordena a Loomis que abandone Haddonfield para no crear pánico. Chambers llega para persuadir a Loomis de que abandone Haddonfield. Ella también revela que Michael Myers y Laurie Strode son hermano y hermana. Después de escuchar esto, Loomis secuestra el automóvil de la policía que lo aleja de Haddonfield y llega al hospital para detener a Michael.
Loomis corre a ayudar a Laurie y, una vez más, le dispara a Michael varias veces; una vez más, esto no lo detiene. Loomis y Laurie corren a un quirófano cercano donde Loomis intenta dispararle a Michael en la cabeza. Loomis dispara una cámara vacía, y Michael lo apuñala en el estómago. Loomis se recupera, sin embargo, y él y Laurie llenan la habitación con oxígeno y éter . Mientras Laurie huye, Loomis se queda atrás. Él le dice a Michael que "es el momento" y procede a volarlos a ambos.
Al final de la película, parece como si Michael y Loomis hubieran muerto con Laurie y las otras personas de Haddonfield posiblemente encontrando seguridad. Se suponía que esta película sería el final de la franquicia, pero el final de Halloween II se retomó más tarde en las secuelas posteriores como una explosión menos destructiva.

### Halloween 4: El regreso de Michael Myers
En 1980, Laurie Strode tuvo una hija llamada Jamie Lloyd. Poco después, Laurie murió en un accidente automovilístico. El 30 de octubre de 1988, Myers, que había estado en coma durante 10 años, se despierta en una ambulancia cuando oye que tiene una sobrina. Al llegar a la carnicería resultante de un accidente, Loomis (el cual muestra una pronunciada cojera y quemaduras en el cuerpo como resultado de la explosión) intenta sin éxito alertar a la policía de que Michael ahora es libre. Luego hace su camino de regreso a Haddonfield y Loomis lo persigue nuevamente. Al llegar a una estación de servicio, Loomis ve a Michael e intenta razonar con él, ofreciéndose a Michael como otra víctima y pidiéndole a Michael que deje solos a los ciudadanos de Haddonfield, pero rápidamente se da cuenta de que Michael es demasiado violento y loco para escuchar la razón. Él trata de dispararle, pero Michael desaparece y Loomis se da cuenta de que solo estaba viendo cosas. Loomis luego ve a Michael alejarse en la enorme grúa del asistente, raspando y encendiendo un tanque de gasolina y haciendo que explote y destruya el auto de Loomis, mientras que el mismo Loomis apenas sobrevive buceando detrás de una pila de barriles. Finalmente se las arregla para llevarlo a Haddonfield, donde logra convencer a la policía de que Michael sí ha regresado.
Mientras Michael mata a muchos oficiales en la estación de policía, un grupo emerge de un bar local y rápidamente forman una mafia de linchamiento cuando Loomis, al no ver otra defensa para la ciudad, les dice que Myers ha regresado, para disgusto del sheriff Meeker. Loomis se une a Meeker, el diputado Logan, la hermana adoptiva de Jamie Rachel, el exnovio de Rachel Brady y Kelly (la novia actual de Brady y la hija de Meeker), y todos trabajan juntos para proteger a Jamie de su tío, y crean una fortaleza improvisada de la enorme casa del Sheriff. Después de muchas horas largas y sin incidentes de espera, Loomis sale de la casa solo para tratar de encontrar y detener a Michael. Poco después, Michael aparece y ataca la casa, matando a la mayoría del grupo. Cuando Jamie corre a las calles en busca de ayuda, Loomis la agarra rápidamente, y le dice que estará a salvo con él. Luego decide que los dos deben dirigirse al único lugar en el que cree que Michael nunca pensará buscarlos: la escuela. Sin embargo, poco después de llegar allí, Michael aparece y rápidamente agarra a Loomis por detrás y lo arroja por una ventana. Sin embargo, más tarde se ve que se recuperó cuando es testigo del sheriff, unos pocos miembros de la mafia de linchamiento de la ciudad y la policía estatal dispara repetidamente a Michael, enviándolo a un pozo abandonado, que incendian y explotan, pareciendo finalmente matar él.
Al final, Jamie y Rachel son llevadas a casa de sus padres adoptivos, la casa de Carruthers. Loomis llega con el Sheriff Meeker y finalmente está convencido de que "Michael Myers está en el Infierno, a donde pertenece". Sin embargo, al escuchar un grito procedente del segundo piso, Loomis corre a mitad de camino por las escaleras antes de detenerse en seco. Ve la horrible visión de Jamie, todavía con su disfraz de payaso (similar a lo que Michael usaba cuando mató a su hermana) y sosteniendo un par de tijeras ensangrentadas que acaba de utilizar para apuñalar a su madrastra. Loomis luego comienza a gritar, "¡No!" una y otra vez, apoyándose contra la pared y levantando su arma para dispararle. El sheriff Meeker detiene a Loomis y lo desarma, tomando el arma en sus propias manos antes de que él, el Sr. Carruthers y Rachel también vean el horror que vio Loomis.

### Halloween 5: La venganza de Michael Myers
Un año después, Loomis es asignado a Jamie en la Clínica Infantil Haddonfield. Consciente de que Michael aún está vivo, y descubriendo que Jamie está relacionada telepáticamente con él, Loomis la presiona constantemente para que le informe sobre el paradero de Michael, pero Jamie está demasiado traumatizada.para decirle. Cuando Michael regresa, la policía y Loomis le tienden una trampa a Myers en su casa, lo que implica que Jamie recrea una extraña recreación de los momentos finales de Judith Myers antes de su asesinato. Después de que la policía recibe llamadas que vinculan a Myers para estar en otro lugar, todos se van, dejando que Loomis diga otra frase famosa: "Ahora vendrás, ¿verdad, Michael?" Llega Michael, y Loomis trata de razonar con él, proponiéndole que luche contra su ira y se redima a sí mismo a través de una relación positiva con Jamie. Las palabras de Loomis parecen funcionar en un primer momento, como Michael escucha con calma con él y baja su cuchillo, pero cuando llega Loomis para quitarle el cuchillo de Michael, le corta a través del abdomen y lo lanza a través de la barandilla en un frenesí. Cuando Loomis despierta, parece volverse hacia Jamie, agarrarla y gritarle a Michael para que la lleve, solo para atraer a Michael a una trampa; Loomis arroja una red de metal sobre Michael, le dispara con un arma tranquilizadora, y luego lo golpea violentamente inconsciente con una tabla de madera.
El Dr. Loomis sufre un derrame cerebral inmediatamente después de atacar a Myers. Después de eso, se retira y se muda a una cabaña tranquila en las afueras de Haddonfield, donde vive una existencia solitaria.

### Halloween: La maldición de Michael Myers
El 30 de octubre de 1995, Loomis recibe la visita de su antiguo colega, el Dr. Terence Wynn, quien es el administrador principal del Smith's Grove Sanitarium. Wynn intenta persuadir a Loomis para que regrese a Smith's Grove, pero Loomis declina. Al mismo tiempo, escuchan la voz de Jamie Lloyd en la radio rogándole a Loomis que la ayude. Resulta que Jamie fue impregnado por el líder de un druidaculto que la había secuestrado a ella y a Michael seis años antes. Sin embargo, logra escapar después de dar a luz a un bebé. Ella se lleva al niño con ella y se detiene en una estación de autobuses para comunicarse con la estación de radio que se está transmitiendo en este momento. Michael la rastrea y la mata, pero no puede encontrar al bebé. Jamie había dejado a su hijo en el baño de la parada de autobús, donde lo encontró Tommy Doyle, el niño que Laurie Strode estaba cuidando bebés en 1978. Él nombra al niño Steven.
A la mañana siguiente, se descubre el cuerpo de Jamie, y Loomis está devastado. Él pensó que ella era la última de la línea de sangre de Michael, pero después de que se le acercara Tommy Doyle en el hospital, quien le contó sobre su descubrimiento del bebé. En todo esto, se revela que Michael está bajo el control de la maldición de "Thorn", un poder que ha sido maldecido por el culto a los druidas desde que era un niño después de escuchar voces que le decían que matara a su familia. Esto explica por qué Michael es malvado y quiere matar a su familia. Mientras tanto, otro niño de seis años llamado Danny Strode, que vive con su familia en la antigua casa de Myers, es objeto de burlas por parte del hombre de negro para matar como Michael hace años. Esa noche de Halloween, el Dr. Wynn se revela como el "Hombre de Negro". Después de este descubrimiento, Loomis y Tommy son drogados y luego siguen a Wynn a Smith's Grove, quien secuestró a Danny, a su madre Kara Strode y a Steven con la ayuda de sus seguidores de culto. Loomis se enfrenta a Wynn, que quiere que se una a su conspiración, y revela que el bebé de Jamie representa un nuevo ciclo del mal de Michael que mantuvo en secreto de la mayoría del culto que se centraron en infligir la maldición a un nuevo niño (Danny) para llevar una nueva tendencia de sacrificios familiares. Loomis llama a Wynn en su plan y queda inconsciente.
Más tarde, Michael mata al culto de Wynn y Wynn mismo durante un procedimiento médico con Danny y Steven sentado en una habitación de al lado. Tommy Doyle luego se une con Kara para proteger a Steven. Aparentemente tienen éxito, y después de recuperar la conciencia, Loomis los ayuda a escapar del hospital. Después de "detener" a Michael al final de la película, Tommy y Kara se van mientras Loomis regresa al sanatorio para encargarse de asuntos pendientes. La última foto de la película muestra la máscara de Michael tirada en el piso, y Loomis se escucha gritando de fondo, dejando el destino de ambos personajes desconocido.

### Corte del Productor
El final original de la sexta película (que siguió un aspecto diferente de la trama que involucra al Dr. Wynn y a  todo el culto que se mantiene fiel a los deberes, que son el planear que Michael cierre el círculo, y ese es "sacrificar" al bebé, y una vez consumado ese último ritual, así poder lograr que Michael renuncie a la maldición que será traspasada a Danny, para que el niño siga con el legado macabro y después sacrifique a su madre), presenta a Loomis caminando de regreso al sanatorio para encontrar a Michael aparentemente derrotado tirado en el suelo del pasillo principal después de que su poder fuera drenado por un círculo de runas establecido por Tommy Doyle. Después de quitarse la máscara y decirle que todo había terminado, se revela que la persona es el Dr. Wynn, quien fue forzado por Michael a cambiarse de ropa para poder escapar. Con su último aliento, toma la mano de Loomis y dice: "Ahora es tu juego, Dr. Loomis". Después de que Wynn muere, Loomis mira la muñeca de la mano que Wynn acaba de agarrar, y el símbolo de Espina aparece en su muñeca. Al darse cuenta ahora de que el mismo Loomis es ahora el líder del culto, grita de terror y desesperación. Este grito se usa en la escena final. Notablemente, Donald Pleasence murió casi ocho meses antes de que la película fuera lanzada.

### Halloween H20: veinte años después
El legado de Loomis se explora en Halloween H20, donde Myers ataca la casa de retiro de Loomis y Marion Whittington, la enfermera que lo cuidó en sus últimos años.
Dos investigadores discuten lo que saben sobre la vida de Loomis en esta versión alternativa de la serie, siguiendo los acontecimientos de las dos primeras películas. Habiendo sobrevivido a la explosión en el año 1978, Loomis estaba bajo el cuidado de Marion en esta casa hasta antes de morir, presumiblemente por causas naturales. Sin embargo, incluso después de casi 20 años, Loomis se negó a creer que Michael estaba muerto, y dedicó el resto de su vida a estudiar toda la información sobre su expaciente. Los dos investigadores entran en su estudio privado, completamente intocados por el robo de Michael, y descubren que las paredes están cubiertas de fotografías, bocetos y artículos de periódicos sobre Michael; desde el asesinato de su hermana Judith, hasta el robo de su lápida, los asesinatos en 1978, así como artículos sobre Laurie Strode,
Durante los créditos del prólogo, se escucha la voz del Dr. Loomis dando el mismo discurso que le dio al Sheriff Brackett (Charles Cyphers) cuando estaban dentro de la casa de infancia abandonada de Michael en la película original. Los clips de audio de Halloween fueron inicialmente considerados cuando se reproducía su monólogo. Sin embargo, en lugar de la voz del mismo Donald Pleasence, el actor de voz con sonido similar Tom Kane ofrece esta voz en off:
"Lo conocí hace 15 años, me dijeron que no quedaba nada, ni razón, ni conciencia, ni comprensión, e incluso el sentido más rudimentario de la vida o la muerte, del bien o del mal, correcto o incorrecto. Conocí a este seis -años de edad, con este rostro en blanco, pálido, sin emociones, y los ojos más negros ... los ojos del diablo. Pasé ocho años tratando de llegar a él, y luego otros siete tratando de mantenerlo encerrado porque me di cuenta de lo que Vivía detrás de los ojos de ese niño era pura y simplemente ... maldad ".
Un artículo hecho por Psychology Review explica brevemente la carrera de Loomis:
```
"La autoridad de renombre mundial en el comportamiento psicosocial desviado, se sentó con PSYCHOLOGY REVIEW recientemente para discutir sus treinta años de práctica. El Dr. Loomis ganó fama internacional tratando a Michael Myers, de seis años, el llamado "Asesino de Halloween". Myers fue solo uno de los asesinos en masa que el Dr. Loomis ha tratado durante su distinguida carrera.	"
```

### Serie Rob Zombie
En la nueva versión del año 2007 , el Dr. Samuel Loomis es visto por primera vez como un psiquiatra infantil traído por la escuela de Michael Myers de hace diez años para hablar con la madre de Michael, Deborah. Después de ver los diversos animales que Michael ha torturado y asesinado, recomienda que el niño reciba ayuda. Después de que Michael comete tres asesinatos en Halloween, es puesto bajo el cuidado de Loomis en el Smith's Grove Sanitarium. En algunos días los dos hablan pacíficamente, en otros Michael tiene arrebatos de ira violenta. Quince años después, Loomis escribe un best-seller basado en el tratamiento de Michael llamado "Los ojos del diablo". En su último día en Smith's Grove, Loomis le dice a Michael que lo ha intentado pero ya no puede ayudarlo. También le dice a Michael que se ha convertido en algo así como su mejor amigo.
Después de que Michael escapa, Loomis concluye que su expaciente irá a la ciudad de Haddonfield. Una vez allí, él recluta la ayuda del sheriff Lee Brackett, y también compra un arma. Loomis llega a creer que Michael ha regresado para encontrar a su hermana pequeña, Laurie, a quien Brackett ayudó a ser adoptada por los Strodes después de que su madre se suicidara. Michael logra rastrear a Laurie, matando a sus amigos y dos oficiales de policía en el proceso. Loomis es alertado de Michael capturando a Laurie por Tommy Doyle y Lyndsey Wallace, los niños que Laurie está cuidando niños, y se va a la casa de Myers. Allí se enfrenta a Michael cuando se acerca a Laurie, le ruega a Michael que pare, pero cuando Michael lo ignora y continúa, Loomis no tiene más remedio que dispararle a Michael. Loomis rescata a Laurie, pero Michael pronto vuelve a despertar para continuar el ataque a su hermana. Loomis nuevamente trata de razonar con él, en ese momento Michael deja ir a Laurie y comienza a aplastar la cabeza de Loomis, y lo arrastra a la casa de Myers antes de continuar su búsqueda de Laurie. Cuando Michael persigue a Laurie a través de la casa, Loomis toma su pie para intentar detenerlo, lo que indica que sobrevivió al ataque de Michael. Michael lo sacude y Loomis pierde el conocimiento.
En el final original de la película, Loomis logró convencer a Michael para que soltara a Laurie mientras estaba rodeado de agentes de policía y le dijo a Michael que "había hecho lo correcto". A pesar de las protestas de Loomis, Michael es asesinado poco después en una lluvia de disparos, y la película termina con Loomis mirando tristemente el cadáver de su expaciente.
En la secuela de la película de 2007, El personaje de Loomis es re-hecho; ahora es visto como un mercenario codicioso y arrogante que se está beneficiando de los asesinatos de la película anterior. Él no cree que Michael esté vivo y se molesta y enoja cuando se le pregunta al respecto. Realiza una gira para promover su nuevo libro, "El diablo camina entre nosotros", mientras que su asistente se muestra disgustado con su campaña. En el clímax de la película, Loomis, después de darse cuenta de que Michael todavía está vivo, se da cuenta de que ha cambiado para peor y trata de salvar a Laurie, esta vez desarmada. Michael embosca a Loomis y aparentemente lo mata cortándole la cara y apuñalándolo en el pecho. En la versión no clasificada, Michael saca a Loomis de la cabaña y luego lo apuñala en el estómago mientras Loomis aún intenta razonar con él. Con Loomis lesionado e inconsciente (no se revela si vivió o murió), la policía abre fuego contra Michael, matándolo. Laurie, ahora completamente loca, sale de la choza, toma el cuchillo de Michael y se acerca al cuerpo inconsciente de Loomis. Contra las órdenes de Brackett, la policía abre fuego contra Laurie, aparentemente matándola también.